# 방글라데시의 경제
방글라데시의 경제는 발전하는 시장 경제로 특징지어진다. 명목상으로는 세계 37위, 구매력 평가로는 31위이다. 넥스트 일레븐 신흥 시장 중간 소득 경제 및 프런티어 마켓으로 분류되었다. 2019년 1분기 방글라데시는 실질 GDP 성장률 8.3%로 세계에서 7번째로 빠른 경제 성장률을 기록했다. 다카와 치타공은 다카 증권거래소와 치타공 증권거래소의 본거지로서 나라의 주요 금융 중심지이다. 방글라데시의 금융 부문은 인도 아대륙에서 세 번째로 크다. 방글라데시는 세계에서 가장 빠르게 성장하는 경제 중 하나이다.
2004년 이후 10년 동안 방글라데시는 평균 4.5%의 GDP 성장률을 기록했으며, 이는 주로 기성 의류, 송금 및 국내 농업 부문의 수출에 의해 주도되었다. 방글라데시는 섬유, 조선, 어류 및 해산물, 황마포 및 가죽 제품 등 수출 주력 산업화를 추진해 왔다. 또한 제약, 철강, 식품 가공 분야에서 자급자족 산업도 발전시켰다. 방글라데시의 통신 산업은 수년간 외국 회사들로부터 높은 투자를 받으면서 빠른 성장을 해왔다. 방글라데시는 또한 상당한 천연가스를 보유하고 있으며 아시아에서 7번째로 큰 가스 생산국이다. 벵골만에 있는 해양 영토에서 해양 탐험 활동이 증가하고 있다. 그것은 또한 많은 석회암 퇴적물을 가지고 있다. 정부는 성장하는 방글라데시 정보 기술 분야를 발전시키기 위한 노력의 일환으로 디지털 방글라데시 제도를 홍보하고 있다.
방글라데시는 네팔과 부탄의 경제에 전략적으로 중요하다. 방글라데시의 항구들은 이러한 육지로 둘러싸인 지역들과 국가들에게 해상 접근을 제공하기 때문이다. 중국은 또한 방글라데시를 티베트, 쓰촨성, 윈난성 등 남서부 육지로 둘러싸인 잠재적 관문으로 보고 있다.
방글라데시는 D-8 경제협력기구, 남아시아 지역 협력 연합, 국제 통화 기금, 세계은행, 세계무역기구, 아시아 인프라 투자 은행의 회원이다. 경제는 인프라 병목 현상, 관료적 부패 및 청년 실업 문제에 직면해 있다.

## 경제사

### 고대 벵골
고대 벵골은 몇몇 주요 자나파다 왕국이 있었던 곳이며, 초기 도시는 베다 시대까지 거슬러 올라간다. 벵골의 동쪽 부분인 동벵골은 역사적으로 번영한 지역이었다.
갠지스 삼각주는 온화하고 거의 열대성 기후, 비옥한 토양, 풍부한 물, 그리고 풍부한 물고기, 야생 동물, 그리고 과일의 이점을 제공했다. 삶의 수준은 남아시아의 다른 지역들에 비해 더 높았던 것으로 여겨진다. 13세기 초에 그 지역은 농업 경제로 발전하고 있었다. 벵골은 남동부 실크로드의 교역로 교차로였다.

### 벵골 술탄국
벵골 술탄국의 경제는 민트타운, 임금 관료제, 야기르다르 토지 소유제 등 델리 술탄국의 초기 양상을 이어받았다. 벵골 술탄의 이름이 새겨진 은화의 생산은 벵골 주권의 표시였다. 벵골은 델리와 다른 현대 아시아 및 유럽 정부보다 순수 은화를 영구화하는 데 더 성공적이었다. 은은 세 가지 공급원이 있었다. 첫번째 출처는 이전 왕국들의 남아있는 은 매장지였다. 두 번째 출처는 은괴로 지불된 하위 왕국의 공물 지불이었다. 세 번째 출처는 벵골 군대가 이웃 국가들을 경질했을 때 군사 작전 중에 있었다.

### 무굴 벵골

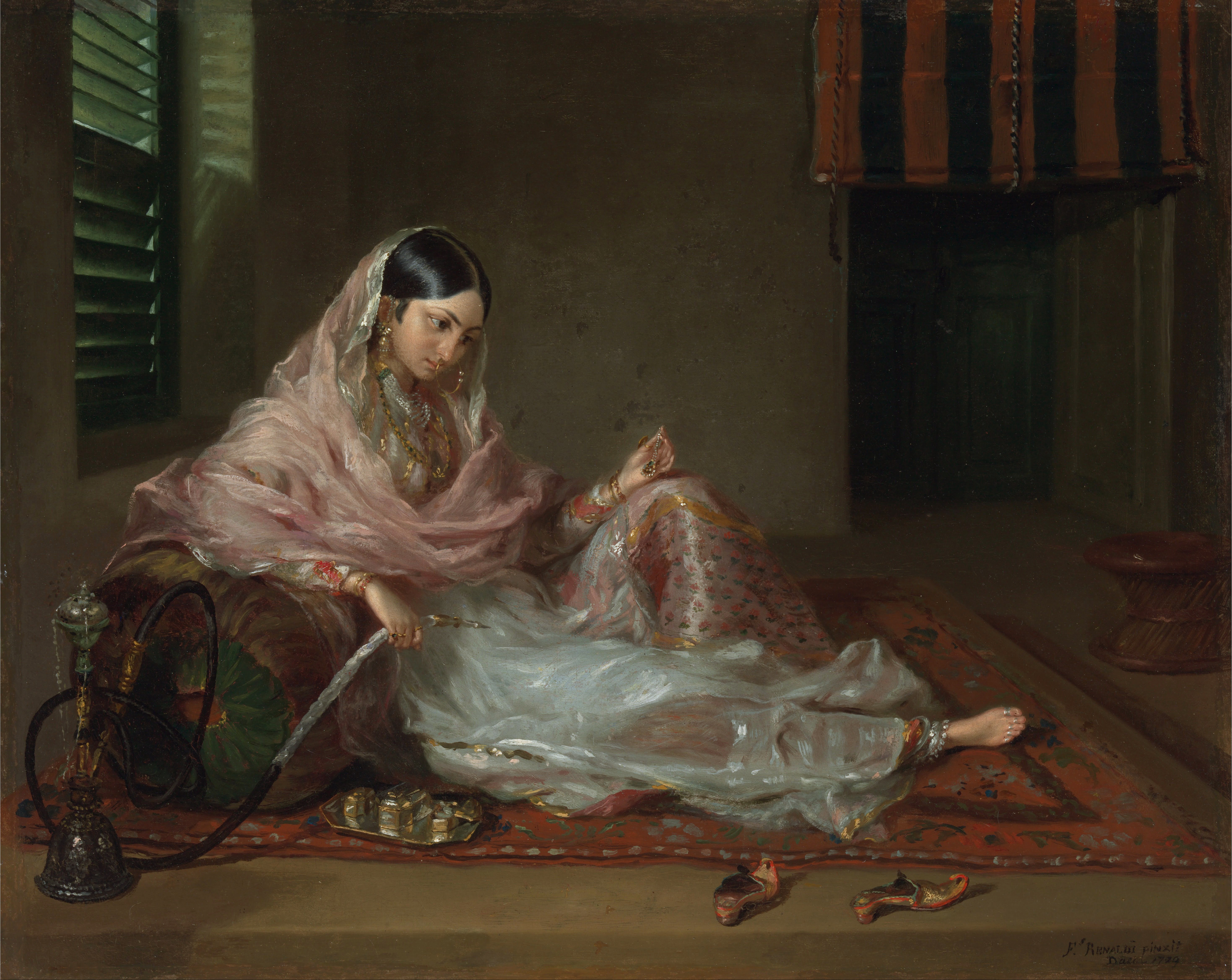
다카에 사는 한 여성이 18세기 멋진 벵골 모슬린을 입고 있었다.

무굴 통치 하에서, 벵골은 전세계 모슬린, 실크, 진주 무역의 중심지로 운영되었다. 국내적으로는 인도의 많은 부분이 쌀, 비단, 면직물과 같은 벵골 제품에 의존했다. 해외에서 유럽인들은 면직물, 실크, 아편과 같은 벵골 제품에 의존했다. 예를 들어, 벵골은 아시아에서 수입되는 네덜란드 제품의 40퍼센트를 차지했다. 벵골은 유럽으로 염분을 운송하고 인도네시아에서 아편을 판매하며 일본과 네덜란드에 생사를 수출하고 유럽, 인도네시아, 일본 등지로 수출하는 면직물을 생산했다. 18세기 벵골의 실질 임금과 생활수준은 유럽에서 가장 높은 생활수준을 보인 영국과 비슷했다.
무굴 시대 동안, 면화 생산의 가장 중요한 중심지는 벵골이었고, 특히 수도인 다카 주변에서 모슬린은 중앙아시아와 같은 먼 시장에서 "다카"라고 불렸다. 벵골의 농업학자들은 뽕 재배와 양계 기술을 빠르게 배워서 벵골인을 세계의 주요 견직물 생산 지역으로 만들었다. 예를 들어, 벵골은 직물의 50% 이상을 차지했고 네덜란드가 아시아에서 수입한 견사의 80% 정도를 차지했다.
벵골은 또한 큰 조선 산업을 가지고 있었다. 인드라짓 레이는 1769년부터 1771년까지 북아메리카의 19개 식민지에서 23,061톤이 생산되었던 것에 비해 16세기와 17세기 벵골의 조선 생산량은 연간 223,250톤으로 추정하고 있다. 그는 또한 벵골에서 선박 수리가 매우 발달했다고 평가한다. 벵골 조선은 그 당시 유럽의 조선업에 비해 발전되어 있었다. 조선 분야에서 중요한 혁신은 벵골 쌀 선박에 플러싱된 갑판 디자인을 도입하여 계단식 갑판 설계를 통해 건조된 전통적인 유럽 선박의 구조적으로 취약한 선체보다 더 강하고 누출 가능성이 적은 선체를 만들었다. 영국 동인도 회사는 나중에 1760년대에 벵골 쌀 선박의 상기된 갑판과 선체 디자인을 복제하여 산업 혁명 기간 동안 유럽 선박들의 항해 능력과 항해 능력을 크게 향상시켰다.

### 영국령 벵골
1793년 니자맛(지방자치령)을 폐지해 벵골인을 완전히 장악한 영국 동인도 회사는 현재 서벵골의 수도인 콜카타를 남아시아의 상업행정 중심지로 개발하기로 했다. 동벵골의 개발은 그 후 농업에 국한되었다. 18세기 후반과 19세기의 행정 인프라는 주로 쌀, 차, 티크, 면화, 사탕수수 및 황마포의 주요 농업 생산국으로서의 동벵골의 기능을 아시아와 그 밖의 지역에서 온 가공업자와 무역업자들을 위해 강화했다.

### 현대 방글라데시

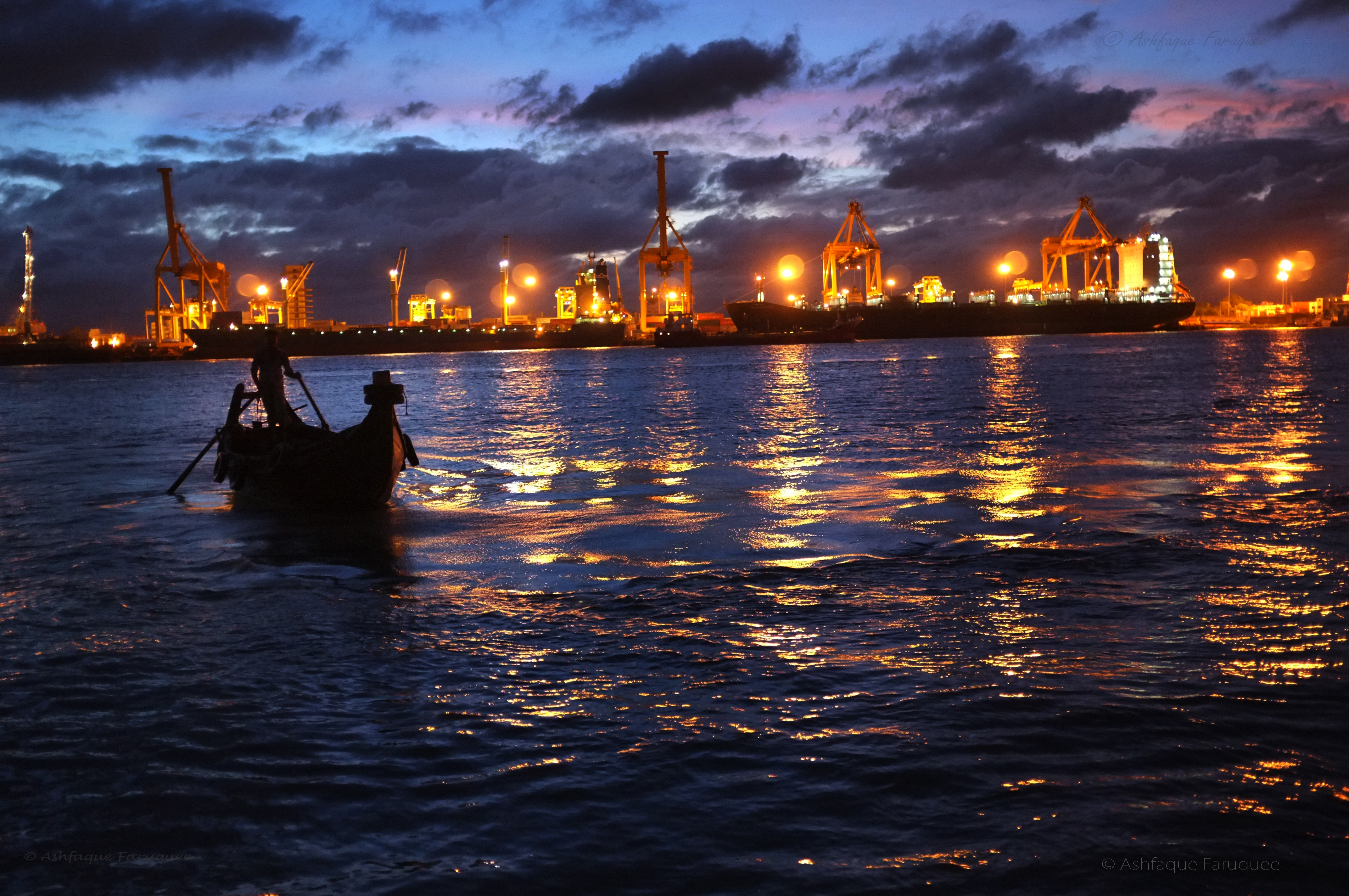
치타공은 방글라데시에서 두 번째로 큰 도시이자 주요 항구이다.

파키스탄으로부터 독립한 방글라데시는 모든 산업을 국유화함으로써 사회주의 경제를 따랐으며, 이는 아와미 연맹 정부가 저지른 중대한 실수임이 입증되었다. 19세기와 20세기 동안 동벵골 지역을 번창하게 만든 몇 가지 요소들은 불이익이 되었다. 기대수명이 증가함에 따라, 토지의 한계와 연간 홍수는 경제 성장의 제약이 되었다. 전통적인 농업 방식은 농업 현대화의 장애물이 되었다. 지리학은 현대 교통 및 통신 시스템의 개발과 유지보수를 심각하게 제한했다. 1947년 영국의 분할과 인도와 파키스탄의 등장은 경제체제를 심각하게 붕괴시켰다. 파키스탄 연합 정부는 경작 지역과 일부 관개 시설을 확장했지만, 1947년과 1971년 사이에 농촌 인구는 농촌 인구 증가에 보조를 맞추지 못했기 때문에 전반적으로 더 가난해졌다. 파키스탄의 5개년 계획은 산업화에 기반한 개발 전략을 선택했지만, 개발 예산의 대부분은 서파키스탄, 즉 현대 파키스탄에 돌아갔다. 천연자원의 부족은 동 파키스탄이 수입에 크게 의존하고 있다는 것을 의미했고, 이는 국제 수지 문제를 야기했다. 상당한 산업화 프로그램이나 적절한 농업 확장 없이 동파키스탄의 경제는 꾸준히 쇠퇴했다. 다양한 관측통들, 특히 동파키스탄의 관측통들은 정부뿐 아니라 동파키스탄의 신생 산업 대부분을 장악한 서파키스탄 지도자들을 비난했다.
방글라데시는 독립 후 모든 산업을 국유화함으로써 사회주의 경제를 따랐기 때문에, 경험 있는 기업가, 관리자, 관리자, 기술자, 기술자를 배출하는 느린 성장을 겪었다. 전시의 혼란으로 인해 필수 식량과 다른 식량들이 심각하게 부족했다. 황마포를 위한 외부 시장은 공급의 불안정과 합성 대용품들의 증가하는 인기로 인해 상실되었다. 외환자원은 극소수였고 은행과 통화시스템은 신뢰할 수 없었다. 방글라데시는 노동인구가 많았지만, 저학력 및 저임금 노동자들의 방대한 예비군은 대부분 문맹, 미숙련, 저고용이었다. 천연가스를 제외하고 상업적으로 개발 가능한 산업자원이 부족했다. 특히 필수 소비재의 인플레이션은 300에서 400퍼센트 사이로 떨어졌다. 독립 전쟁은 교통 체계를 마비시켰다. 수백 개의 도로와 철교가 파괴되거나 손상되었고, 철도 차량이 불충분하고 보수가 제대로 되지 않았다. 이 신생 국가는 1970년에 이 지역을 강타하여 25만 명의 목숨을 앗아간 심각한 사이클론으로부터 여전히 회복되고 있었다. 인도는 방글라데시가 파키스탄으로부터 독립한 후 첫 몇 달 동안 비판적으로 측정된 경제적 원조를 즉시 내놓았다. 1971년 12월부터 1972년 1월 사이에 인도는 미국과 소련으로부터 받은 정치 경제적 원조로부터 방글라데시에 2억 2천 2백만 달러를 지원하기로 약속했다. 공식 지출액은 아직 공개되지 않았다.
1975년 이후 방글라데시 지도자들은 새로운 산업 역량을 개발하고 경제를 회복시키는 데 관심을 돌리기 시작했다. 그러나 이러한 초기 지도자들이 채택한 정적 경제 모델(산업 부문의 상당 부분 국유화 포함)은 비효율과 경제 침체를 초래했다. 1975년 후반부터, 정부는 점차적으로 민간부문의 경제 참여에 더 많은 기회를 주었고, 이는 계속되어온 패턴이다. 은행, 통신, 항공, 미디어 및 황마포 같은 많은 국영 기업이 민영화되었다. 그러나 공공 부문의 비효율성은 점차 증가하고 있고, 국가의 가장 풍부한 천연 자원을 개발하는 것에 대한 외부 저항이 증가하고 있으며, 인프라를 포함한 전력 부문은 모두 경제 성장 둔화에 기여하고 있다.
1980년대 중반에는 고무적인 진보의 조짐이 보였다. 민간기업 및 투자 활성화, 공기업 민영화, 예산 기강 회복, 수입제도 자유화를 위한 경제정책은 가속도가 붙었다. 1991년부터 1993년까지, 정부는 국제 통화 기금과 함께 강화된 구조 조정 시설을 성공적으로 따랐지만 상당 부분 정부의 국내 정치 문제에 대한 집착 때문에 개혁을 수행하지 못했다. 1990년대 후반 정부의 경제 정책은 더욱 확고해졌고, 2000년과 2001년 외국인 직접투자의 급격한 감소로 인해 일부 이득을 잃었다. 2003년 6월 IMF는 2006년까지 정부의 경제 개혁 프로그램을 지원하는 것을 목표로 한 방글라데시의 빈곤 감소 및 성장 시설의 일환으로 3년 4억 9천만 달러 계획을 승인했다. 7천만 달러가 즉시 사용 가능하게 되었다. 같은 맥락에서 세계은행은 5억3천6백만 달러의 무이자 대출을 승인했다. 경제는 2003년 이후 최소 5%의 실질 GDP 성장을 보였다. 2010년 인도 정부는 중국의 방글라데시와의 긴밀한 관계를 상쇄하기 위해 10억 달러 상당의 신용 한도를 연장했다.
방글라데시는 역사적으로 막대한 무역적자를 냈는데, 주로 해외 노동자로부터의 원조 수입과 송금을 통해 자금을 조달했다. 외환보유고는 2001년에 현저하게 감소했지만 미화 3조 달러에서 40억 달러대로 안정되었다. 2007년 1월에는 37억 4천만 달러에 달했고, 2008년 1월에는 58억 달러로 증가했으며, 2009년 11월에는 100억 달러를 돌파했으며, 2011년 4월에는 120억 달러를 돌파했다고 중앙은행인 방글라데시 은행은 밝히고 있다. 해외 원조와 수입에 대한 의존도 또한 1990년대 초부터 점차 감소해왔다. 방글라데시 은행에 따르면 2016년 8월 적립금은 300억 달러이다.
지난 10년 동안 빈곤은 인간의 발달 지수, 식자율, 기대 수명 및 1인당 식품 소비의 현저한 향상과 함께 약 3분의 1로 나타났다. 경제가 매년 6% 가까이 성장하면서, 1992년 이후 1,500만 명 이상의 사람들이 빈곤에서 벗어났다.

## 금융
1980년대까지만 해도 방글라데시의 금융 부문은 국영은행들이 장악하고 있었다. 금융 개혁이 대대적으로 이루어지면서 민영화를 통해 민간 상업 은행이 설립되었다. 다음 금융 부문 개혁 프로그램은 2000년부터 2006년까지 시작되었으며, 금융 기관의 개발과 방글라데시 은행의 위험 기반 규제 및 감독에 초점을 맞추고 있다. 현재 은행 부문은 SCB 4개, 개발금융을 담당하는 정부 소유 전문은행 4개, 민간 상업은행 39개, 외국 상업은행 9개로 구성되어 있다.

## 관광업

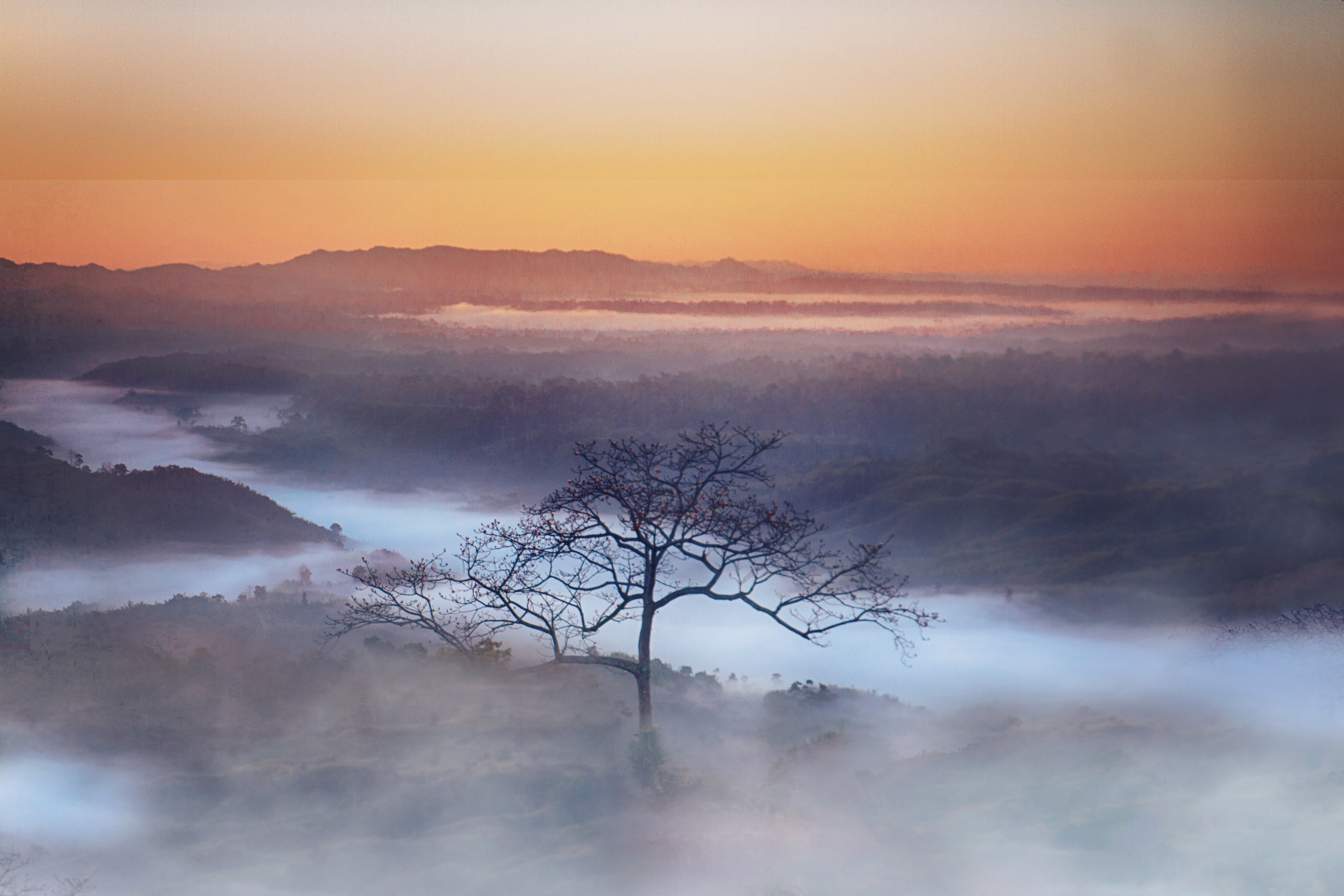
사젝 계곡, 일출이 되면 풍경이 조금 따뜻해지고 구름의 물결이 강물처럼 흐른다. 이 구름들 사이로 나무 한 그루가 보인다.

세계 여행 관광 위원회(WTTC)는 2012년 방글라데시 여행 관광 산업이 직접 일자리 128만1500개를 창출해 전체 고용 178개국 중 157개국에 이르는 1.8%를 차지했다고 발표했다. 직간접 고용은 총 271만4500개로 전체 고용의 3.7%를 차지했다. WTTC는 2023년까지 여행과 관광업이 178만5000개의 일자리를 직접 창출하고 전체 고용의 4.2%인 389만1000개의 일자리를 지원할 것으로 전망했다. 이는 직접 일자리의 연간 성장률 2.9%를 의미한다. 국내 지출은 2012년에 직접 여행 및 관광 국내 총생산의 97.7%를 창출했다. 국내총생산(GDP) 대비 방글라데시의 2012년 여행 및 관광직접투자 순위는 176개 중 142개였다.
2014년에 125,000명의 관광객들이 방글라데시를 방문했다. 이 숫자는 총 인구에 비해 극히 낮다. 2019년 5월 22일 현재 총 지역 인구는 166,594,000명이다. 이것은 지역 주민 1,333명 당 1명의 관광객 비율을 제공한다.

## 투자
방글라데시 다카 증권거래소의 시가총액은 2007년 11월 100억 달러, 2009년 300억 달러, 2010년 8월 500억 달러를 돌파했다. 방글라데시는 선진국 증시와의 상관관계가 상대적으로 낮아 20072010년 글로벌 불황 때 아시아 증시가 가장 좋은 실적을 냈다.
국내외 거주민 방글라데시의 부동산 투자는 다카와 치타공에 대규모 건축 붐을 불러왔다.

### 2010년~11년 시장붕괴
2010년 12월부터 2011년 1월까지 1,800포인트 하락하면서 강세 자본시장이 약세로 돌아섰다. 시장 붕괴의 결과로 수백만 명의 투자자들이 파산했다. 그 충돌은 큰 선수들을 희생시키면서 소수의 선수들에게 혜택을 주기 위해 인위적으로 야기된 것으로 여겨진다.

## 역사적 통계

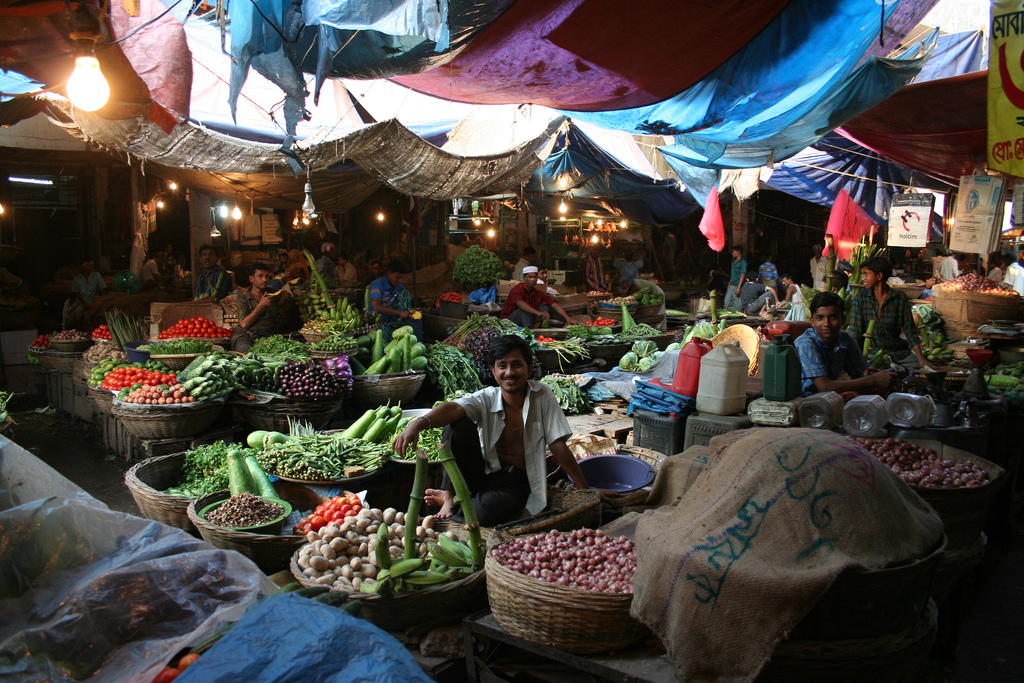
바자르는 생활필수품을 거래하는 유명한 장소이다.

방글라데시는 1971년 독립 이후 경제 분야에서 큰 발전을 해왔다. 비록 1990년대에 경제가 크게 개선되었지만, 방글라데시는 여전히 남아시아의 해외 무역 분야에서 어려움을 겪고 있다. 국영기업의 비효율성, 농업에 흡수될 수 없는 빠르게 성장하는 노동력, 불충분한 전력 공급, 그리고 느린 경제 개혁 이행과 같은 주요 성장 장애에도 불구하고 방글라데시는 외국인 투자자들의 환경을 개선하고 자본 시장을 자유화하는데 어느 정도 진전을 이루었다. 예를 들어, 석유와 가스 탐사를 위해 외국 기업들과 협상하고, 전국적으로 조리 가스의 유통을 개선했으며, 천연가스 파이프라인과 발전소 건설에 착수하였다. 다른 경제 개혁에 대한 진행은 관료주의, 공공 부문 노조, 그리고 다른 기득권 단체들의 반대로 인해 중단되고 있다.
1998년의 특히 심한 홍수는 국제 원조의 흐름을 증가시켰다. 지금까지 글로벌 금융위기는 경제에 큰 영향을 미치지 않았다. 해외 원조는 지난 수십 년간 점차 감소해 왔지만 경제학자들은 이것이 자립의 좋은 신호라고 보고 있다. 수출과 송금 유입이 급격하게 증가하여 경제가 꾸준한 속도로 성장하는데 도움을 주었다.
방글라데시는 1975년부터 UN 최하위 개발국 목록에 올라 있다. 방글라데시는 2018년 3월에 개발도상국으로 인정되어야 하는 조건을 충족시켰다. 방글라데시의 국민총소득(GNI)은 1인당 1,724달러, 인적 자산 지수(HAI) 72 및 경제 취약점 지수 25.2이다.

## 같이 보기
- 4G LTE 침투율에 따른 나라 목록